# Дулькис, Арунас
Арунас Дулькис (Arūnas Dulkys) — литовский политический деятель, генеральный аудитор (председатель Счётной палаты) (2015—2020), министр здравоохранения.

## Биография
Родился 22 октября 1972 года. Окончил среднюю школу в Расейняе (1990), экономический факультет Вильнюсского университета по специальности «финансы и кредит» (1995) и аспирантуру кафедры теоретической экономики экономического факультета Вильнюсского университета (2006—2010). В 2010 году защитил докторскую диссертацию «Политэкономия Еврозоны: диспропорции и целостный подход».
С 1992 по 2004 год работал в Банке Литвы: кассир, зам. начальника, начальник отдела кассовых операций, с 1996 года начальник кассового департамента. В 2004—2005 гг. советник председателя совета директоров Банка Литвы.
В 2006—2007 гг. советник по экономике и начальник секретариата спикера Сейма.
С 2007 по 14 апреля 2015 года директор аудиторского отдела № 8 Счётной палаты Литвы. Одновременно с 2011 по 2015 год читал лекции на экономическом факультете Вильнюсского университета.
С 2015 по 2020 год генеральный аудитор (председатель Счётной палаты) Литвы.
С декабря 2020 года по август 2024 года — министр здравоохранения в правительстве Ингриды Шимоните.
В мае 2023 году на проходившей в Стокгольме неформальной встрече министров здравоохранения стран ЕЭС предложил создать единый для Евросоюза резерв лекарственных препаратов.
Жена — Дарья Дулькене. Дети Барбора, Котрина и Дите.
Сочинения:
- Dulkys A., Galkus J., «Lietuvos banknotai. Lithuanian banknotes», Vilnius, Lietuvos bankas, 2002.-243 p.
- Dulkys A., Galkus J., Sajauskas S., «Lietuvos monetos. Lithuanian coins», Vilnius, Lietuvos bankas, 2006.-275 p.
- Kropienė R., Kropas S., Dulkys A., «The Problem of Asymmetry in Euro Area Enlargement», Lithuanian Annual Strategic Review 2007, Vilnius, Military Academy of Lithuania, 2008, p. 125—152.
- Dulkys A., «Euro Area Enlargement: Dilemmas And Prospects», Ekonomika, No 84, VU, 2008, p. 40-53.
- Dulkys A., «The Euro Area Enlargement: a Paradigmatic View», Research papers, No.59, Wroclaw University of Economics, 2009, p. 119—131.
- Dulkys A., «Euro Area Enlargement: The Target Date Problem», Ekonomika, No 88, VU, 2009, p. 7-32.
- Čičinskas J., Dulkys A., «Financial Crisis and New Solutions in the European Union: the Case of a Small Country», Lithuanian Annual Strategic Review 2012—2013, Vilnius, Military Academy of Lithuania, 2013, p. 119—143.